# Unnecessary Fuss
Unnecessary Fuss es un documental producido por Ingrid Newkirk y Alex Pacheco (miembros de PETA), mostrando el metraje filmado entre 1983 y 1984 dentro de la Clínica de Lesiones de Cabeza de la Universidad de Pensilvania por los propios investigadores.
Los experimentos consistían en infligir daño cerebral a los mandriles con un dispositivo hidráulico y se realizaron como parte de un proyecto de investigación sobre lesiones en la cabeza causadas por accidentes automovilísticos y deportivos. El video muestra a los investigadores riéndose mientras infligen daño cerebral a los mandriles.
Las sesenta horas de audio y video fueron obtenidas del laboratorio durante una  acción llevada a cabo en mayo de 1984 por el Frente de Liberación Animal durante la cual penetraron en las instalaciones del laboratorio por la noche. Posteriormente entregaron el material a PETA, quien editó el video hasta dejarlo en 26 minutos, con la voz de narradora de Newkirk, y lo distribuyó a los medios y al Congreso. Charles McCarthy, director de la Oficina para la Protección contra los Riesgos de Investigación (OPRI) escribió que la película había exagerado las deficiencias en la clínica, pero que la OPRI había encontrado serias violaciones de la Guía para el cuidado y uso de animales de laboratorio. Como resultado de la publicidad, el laboratorio se cerró, el jefe de veterinarios fue despedido de la universidad y fue puesto bajo libertad condicional.
El título de la película proviene de una declaración hecha al periódico The Globe and Mail por el jefe de la clínica, el neurocirujano Thomas Gennarelli antes del ataque. Se negó a describir su investigación al periódico porque, dijo, tenía "el potencial para provocar todo tipo de alborotos innecesarios [unnecessary fuss] ...".